# Ecomuseo del Lago d'Orta e Mottarone
L'Ecomuseo del Lago d'Orta e Mottarone, detto anche Ecomuseo Cusius, è un ecomuseo a proposta culturale multipla, operante nell'area del Cusio - Mottarone.

## Storia
L'Associazione Ecomuseo del Lago d'Orta e Mottarone è stata costituita il 14 maggio 1997 da enti pubblici e privati mossi dalla volontà di dar vita a un ecomuseo della cultura materiale del territorio del Cusio, del Mottarone e della Valle Strona.
Il Consiglio Regionale ha istituito l'Ecomuseo del Lago d'Orta e Mottarone, con deliberazione n. 487 - 9389 del 28 luglio 1998. La Regione Piemonte ha stipulato il 26 agosto 1998 una convenzione decennale, poi rinnovata nel 2008 fino a tutto il 2015, con l’Associazione per la gestione dell'Ecomuseo del Lago d'Orta e Mottarone. 

## I soci
Dell'associazione fanno parte soci sostenitori e soci ordinari:
- Provincia del Verbano-Cusio-Ossola.
- Provincia di Novara
- Comunità montana Due Laghi, Cusio Mottarone e Val Strona
- Comune di Gozzano
- Comune di Omegna
- Comune di Orta San Giulio
- Comune di Pettenasco
- Comune di Pella
- Comune di Nonio
- Comune di San Maurizio d'Opaglio (Museo del Rubinetto e della sua tecnologia)
- Comune di Casale Corte Cerro (progetto di recupero di una latteria turnaria)
- Comune di Ameno
- Associazione Alberghieri: Museo degli Alberghieri, Armeno
- Associazione Culturale la Finestra sul lago, San Maurizio d'Opaglio
- Associazione culturale ARCI Laboratorio di Arti Visive, Granerolo di Gravellona Toce
- Associazione Culturale La Famiglia Alzese, Alzo di Pella
- Associazione Gruppo Mineralogico Ossolano, Villadossola
- Associazione Museo di Storia Quarnese: Museo etnografico e dello strumento musicale a fiato, Quarna Sotto
- Associazione Musicale Accademia, Quarna Sotto
- Associazione Teatro delle Selve, Vacciago di Ameno
- Associazione Walsergemeinschaft Kampel, Campello Monti
- Gruppo Grotte CAI Novara
- Comune di Cesara
- Comune di Gignese con il Museo dell'Ombrello e del parasole di Gignese
- Comune di Gravellona Toce
- Comune di Madonna del Sasso con il Museo dello scalpellino a Boleto e macina per la lavorazione della canapa a Centonara
- Comune di Valstrona
- Comune di Massiola
- Consorzio Cusio Turismo Lago d'Orta
- Consorzio Giardino Alpinia, Stresa
- Cooperativa Agricola Il Glicine: Alpe Selviana, Agrano di Omegna
- Ente di gestione Riserve naturali speciali del Sacro Monte di Orta, del Monte Mesma e della Torre di Buccione
- Fondazione Calderara: Collezione di arte contemporanea a Vacciago di Ameno
- Fondazione Museo Arti e Industria Forum Omegna

La cooperazione di questi partner all'interno di un unico sistema garantisce una gestione più aperta e partecipata dell'iniziativa: la popolazione locale collabora attivamente all'arricchimento continuo delle collezioni di oggetti e offre il proprio contributo nella raccolta e documentazione di testimonianze, tradizioni, usi, costumi locali.
Accanto al supporto alle iniziative proprie di ciascun associato, l'ecomuseo realizza progetti ed attività di interesse comune, grazie ad un organico di collaboratori esperti in diversi settori coinvolti nello studio del territorio (geologi, naturalisti, archeologi, storici, architetti, storici dell'arte, etnografi, antropologi), coordinati dall'ufficio centrale che ha sede a Pettenasco.

## Missione
Le finalità dell'Associazione si rifanno alla definizione di ecomuseo formulata da George Henry Rivière: “L'ecomuseo è una istituzione culturale che assicura, in modo permanente, su un dato territorio, con la partecipazione della popolazione, le funzioni di ricerca, presentazione, valorizzazione di un insieme di beni naturali e culturali, rappresentativi di un ambiente e dei modi di vita che vi si succedono”.
In particolare l'Ecomuseo Cusius si propone:
- la ricostruzione, la testimonianza e la valorizzazione della memoria storica, della cultura materiale, delle relazioni tra ambiente naturale ed ambiente antropizzato, delle tradizioni, attività e modi in cui l'insediamento tradizionale ha caratterizzato la formazione e l'evoluzione del paesaggio
- il coinvolgimento attivo della popolazione del territorio
- la tutela e la promozione dei caratteri distintivi del territorio, mettendo a disposizione del pubblico gli strumenti per riconoscerli e visitare con consapevolezza i luoghi che meglio lo illustrano.

## La collezione
La proposta culturale dell'Ecomuseo Cusius include
- una serie di siti visitabili che formano una rete intessuta su tre tematiche fondamentali: lavoro e mestieri, uomo e ambiente, arte e storia

- una rete di percorsi fisici denominata "Girolago, i sentieri del Lago d'Orta", in corso di allestimento in collaborazione con i Comuni del Cusio.

L'ecomuseo sviluppa inoltre progetti tematici articolati in azioni di ricerca, conservazione e presentazione quali:
1. Itinerari letterari del Lago d'Orta e Mottarone
2. Le vie del legno
3. La forza dell'acqua
4. Adesso ti racconto un lago
5. Il modo della pietra
6. I mestieri: antichi ma non troppo
7. Paesi e sapori